# 印度尼西亚历史

印尼國旗

印尼國徽

印度尼西亚历史是由其地理位置、自然资源、一系列人类迁徙和联系、战争与征服和贸易、经济和政治所塑造。

## 史前时期
由化石及使用工具顯示直立人約在150萬至3.5萬年前生活於印度尼西亞群島，稱之為爪哇猿人。智人約於4.5萬年前進入該地區。於2011年在鄰國東帝汶發現遺跡，推測在4.2萬年前當地居民即有高超的航海技術；由於發現捕捉及食用大量深海魚如鮪魚，可能具備跨海至澳大利亞或其他島嶼的技術。
南岛民族約於西元前2000年移入印度尼西亞，構成現代多數印度尼西亞人，且遍布於群島，侷限了美拉尼西亞人分布範圍，美拉尼西亞人僅分布在印度尼西亞東部。最早於西元前八世紀具備理想的農業環境及掌握水田種稻，促使村莊、城鎮、及小型王國於西元1世紀興起。印度尼西亞航道的戰略重要性促進了島嶼間及國際貿易，包括於西元前數世紀時即建立與印度及中國間的貿易關係，貿易也在印度尼西亞歷史上具有重要地位。

## 古代社会
早在前2世纪后半期，在印尼出现了最早的奴隶制国家叶调。公元三至七世纪，出现了古泰、达鲁马、耶婆提、干陀利、马打兰王国、夏连特拉王国等分散的小王国，這些王國主要受印度文化影響，信仰印度教或佛教。
7世纪至11世纪，大国室利佛逝（宋代以后称“三佛齐”）崛起，三佛齊信仰佛教，使用梵語，同中国极为友好，使者商旅不绝于途。 
13世纪末14世纪初，在爪哇建立了印尼历史上最强大的满者伯夷。
随后，阿拉伯人带来了伊斯兰教，逐渐成为今日印度尼西亚的主要宗教。当时，印尼境内分布着很多小王国和部落。
十六世紀，印尼被殖民統治前夕，以伊斯蘭教為國教的馬打蘭蘇丹國統治爪哇島。

## 殖民地时期

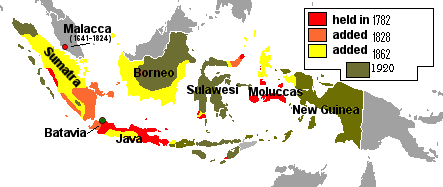
荷蘭人在印尼的擴張四步曲：1.紅色區：1605-1782年占領；2.橘色：18世紀末-1828年占領；3.黃色：1862年之前占領；4.深綠：1920年之前占領

到了16世纪，欧洲人抵达印尼，发现了这些小国。一些欧洲强国开始建立殖民地，荷蘭变成了这些欧洲国家里面占领最多领土的国家。荷蘭最初通过荷蘭东印度公司对这些地区实行殖民统治。1799年东印度公司解散后殖民地被荷蘭政府接管，史称“荷屬東印度”。
第一次世界大戰完結之後，當地人開始爭取自治。到了第二次世界大戰，當荷蘭本土被德國完全佔領後，荷蘭宣佈終止與當時最大貿易伙伴日本的貿易，觸發日本對印尼的侵略行動。這可以說是印尼得以獨立的原因。日本投降的消息傳到印尼之後，蘇加諾立即在之後一日發表印尼獨立宣言（Merdeka）。

## 民族独立时期
1945年10月以后，治安维持作为名目，英国军以及荷兰军代替日本军在印度尼西亚全境进驻。盟军禁止日本把武器交给印度尼西亚人。但是日本军的一部分秘密地送交了武器。在10月下旬，英国军和印度尼西亚人之间爆发军事冲撞。1946年11月下旬，英军从印度尼西亚撤退。1947年1月，荷兰军攻击了东爪哇。3月25日，簽訂「井里汶協定」。7月21日，12万荷兰军在印度尼西亚全境发动进攻。随后，印度尼西亚军放弃都市，在农村展开游击战。1948年1月17日，經美、比、澳大利亞三國調停，成立「拉便利協定」，准許印尼獨立。12月19日，荷兰军在印度尼西亚全境再次进攻，临时首都陷落。但是，国际舆论急剧批评了荷兰的侵略。另外，与印度尼西亚的战争也压制了荷兰经济。最終，雙方在1949年3月23日協定停火:356-357。11月2日，海牙圓桌會議通過印度尼西亞聯邦共和國臨時憲法，規定印尼实行聯邦制，設參眾兩院，參議員32人，由16邦各選議員二人組織，眾議員150人，其中三分之一由印度尼西亚共和国選出（爪哇、蘇門答臘、馬都拉），另三分之二由其他各邦普選産生:358。荷兰宣佈放棄對印尼的管治權，使印尼得以正式獨立，苏加诺被任为印尼第一任总统。
1965年9月30日，印尼发生“九三〇事件”，因部分印尼军方高层意图推翻苏加诺政权，后事情败露反被处决，但苏哈托却侥幸未受处决，此后苏哈托组织部队进行反共清洗和推翻苏加诺，约有50万人受害。1967年2月，苏加诺被解除总统头衔，苏哈托出任代理总统，反华浪潮更加凶猛。1969年，苏卡诺垮台，军队司令苏哈托任总统一职。1975年印尼军队入侵东帝汶并于1976年吞并。在其近30年的独裁统治中，苏哈托家族积累了大量财富，直到1998年大规模的政治示威迫使苏哈托放弃政权。

## 改革時期
90年代后期，印尼是深受亚洲金融风暴严重打击的国家之一，并因此在国内引发广泛的反政府骚乱。1998年发生大规模骚乱排华运动，大量华侨、华人被残忍地杀害。雅加达人权与妇女研究组织经整理后的报告显示，5月发生的骚乱中，印尼各地总共发生5000多宗暴徒强奸或轮奸华裔妇女的惨案，其中以雅加达每天发生的100多宗最为严重。同年5月21日，苏哈托正式下台。
随着苏哈托下台，印尼进一步迈向民主化，当中包括地区自治，东帝汶独立，2004年首次总统普选。但是，政治与经济的不稳定、社会不满、贪污、自然灾害及恐怖主义却在减慢民主化的推进进度。虽然国内不同的种族与宗教大致和谐，但严重的教派斗争与暴力事件在一些地区仍时有发生。